# Sarah Jones (musicienne)
Pour les articles homonymes, voir Sarah Jones et Jones.
Sarah Jones, née le 31 août 1985, est une musicienne britannique. 
Elle est principalement la batteuse du groupe NYPC mais également depuis 2017, elle joue pour le chanteur britannique Harry Styles lors de ses tournées et de ses albums. Elle a joué pour la chanteuse Bat for Lashes, le groupe Bloc Party ainsi que le groupe Hot Chip. 
Elle publie un album sous le nom de scène PillowPerson. 

## Début de carrière
Sarah Jones montre un intérêt pour la musique dès son plus jeune âge. Dans une interview pour le Tom Tom Mag, elle déclare avoir commencé à jouer du piano et qu'elle appréciait mais que cet instrument n'était pas exactement ce qu'elle recherchait. Elle s'intéresse à la batterie lorsqu'un ami de la famille lui laisse un kit chez elle tandis que son cousin lui enseigne les rythmes de base. Elle se rappelle également : « Mon père avait des amis qui venaient jouer ensemble le week-end. Je m'asseyais et je les regardais, ensuite j'ai commencé à me joindre à eux ». Rapidement, elle commence à jouer de la batterie avec des groupes locaux, puis fait des tournées au Royaume-Uni et en Europe.

## Carrière

### Harry Styles

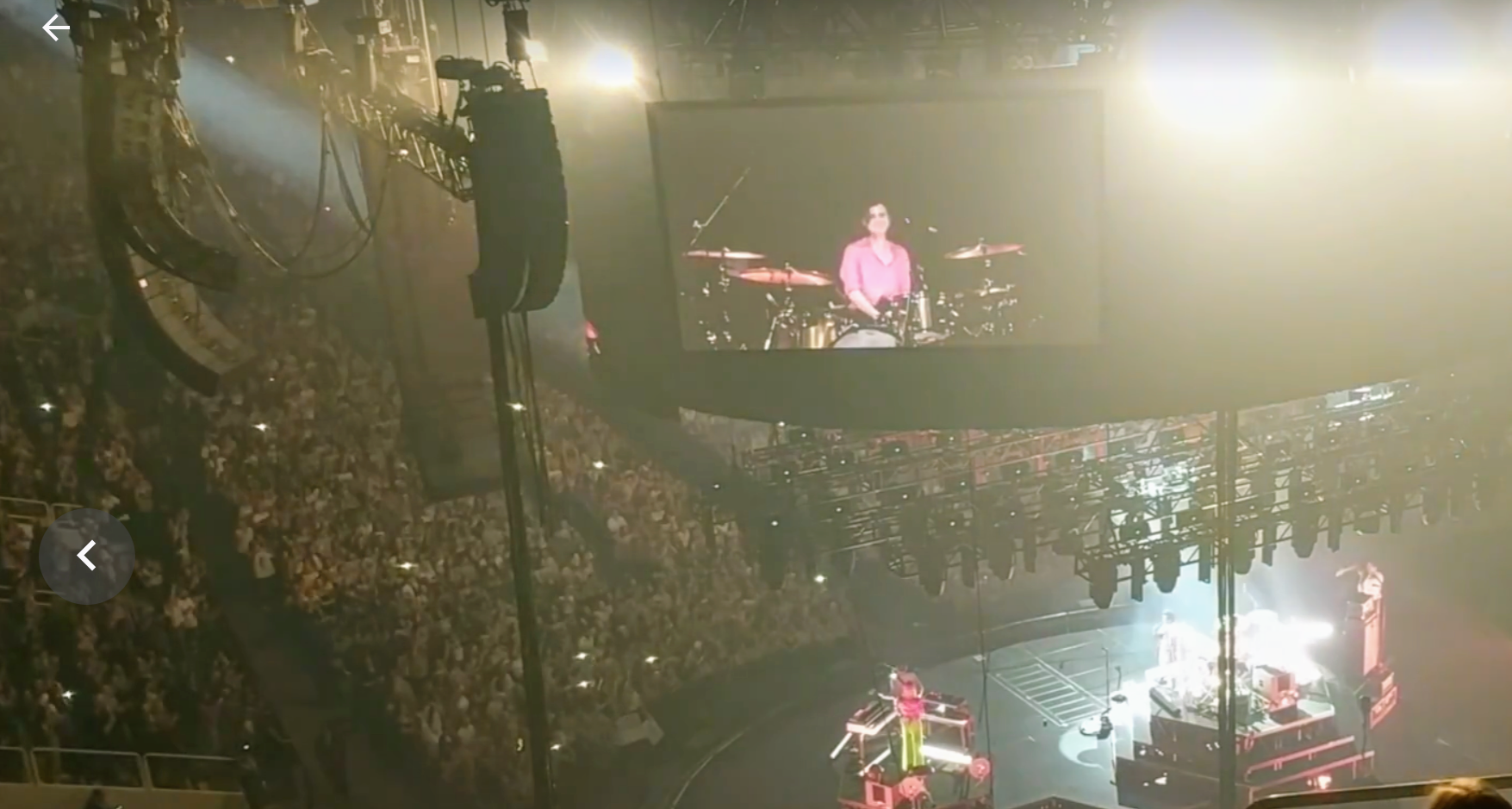
Sarah Jones se produit au SAP Center avec Harry Styles

Jones joue de la batterie pour le chanteur britannique Harry Styles lors de sa première tournée Live on Tour en 2017. Elle le suit également pour sa seconde tournée, Love on Tour entre 2021 et 2023.

### Pillow Person
Elle écrit et interprète trois chansons : Go Ahead en 2016, On Your Way et Kitchen en 2017 sous le pseudonyme « Pillow Person ».

### NYPC

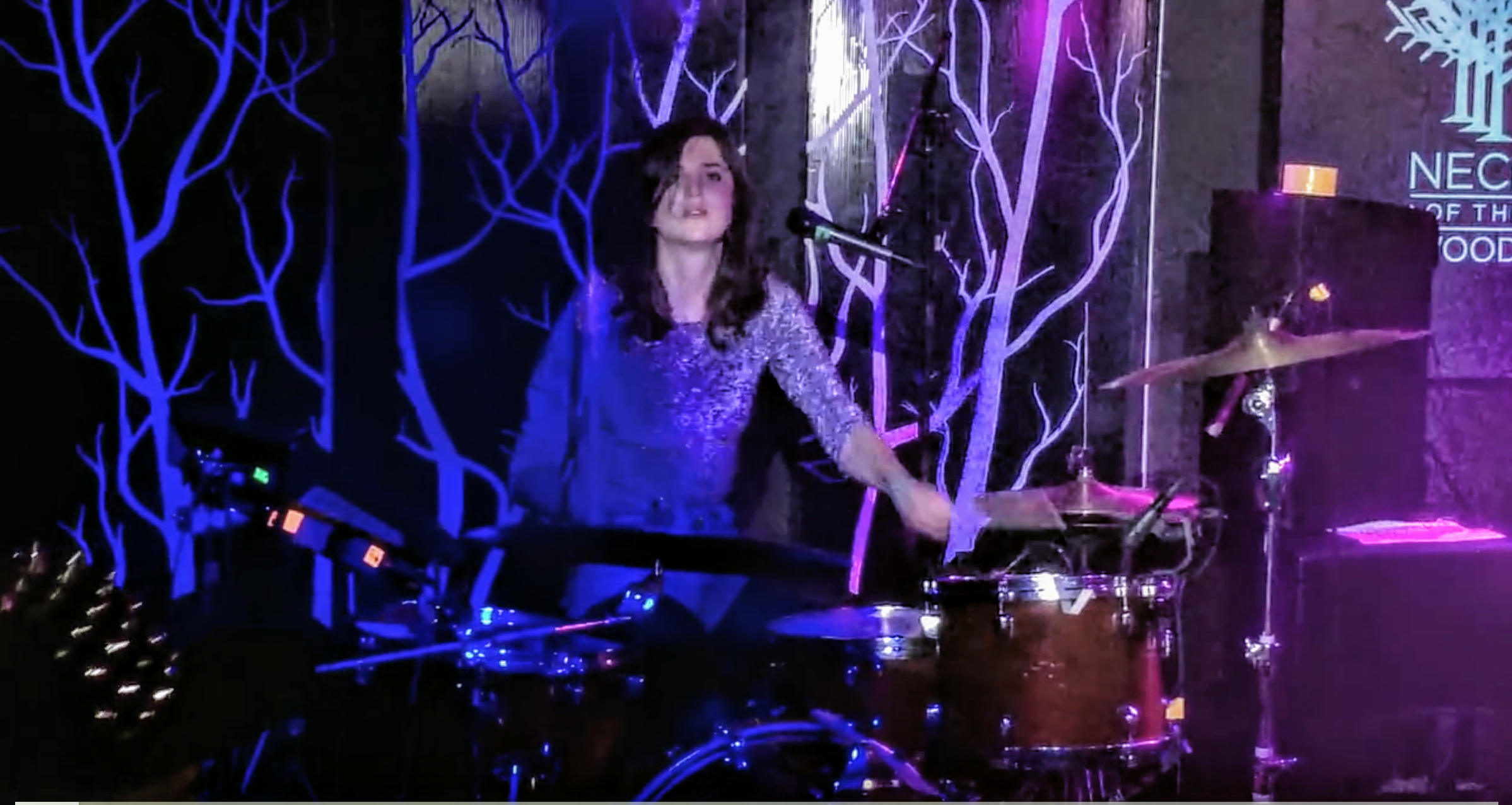
Sarah Jones jouant avec NYPC, Neck of the Woods, San Francisco

Sarah Jones est membre de NYPC (à l'origine New Young Pony Club), un groupe de musique électronique qui a sorti trois albums entre 2007-2013.

### Autres participations
Sarah Jones a également joué en tant que batteuse de studio ou de tournée avec les groupes Bloc Party, Bat for Lashes et Hot Chip.

## Vie Privée
Jones est en couple avec le guitariste Mitch Rowland qui fait également la tournée du chanteur Harry Styles. Le couple accueille leur premier enfant en 2021.